# Chorizagrotis nomina
Chorizagrotis nomina är en fjärilsart som beskrevs av Paul Dognin 1916. Chorizagrotis nomina ingår i släktet Chorizagrotis och familjen nattflyn. Inga underarter finns listade i Catalogue of Life.